# جورج نولز
جورج نولز (بالإنجليزية: George Knowles)‏ هو دبلوماسي أسترالي، ولد في 14 مارس 1882 في Toowong ‏ في أستراليا، وتوفي في 22 نوفمبر 1947 في بريتوريا في جنوب أفريقيا.